# Alessandro II Sanvitale
Il conte Alessandro II Sanvitale (Fontanellato, 1573 circa – Parma, 1646) è stato un nobile italiano.

## Biografia
Figlio del conte Luigi e di Corona (figlia di Francesco, conte della Somaglia). Nel 1622 fu inviato dalla corte di Parma al duca Carlo Emanuele di Savoia per partecipargli la morte del duca Ranuccio Farnese. Nel 1623 fu eletto capitano dei Corazzieri della Guardia. Nel 1632 fu inviato a Torino al duca Vittorio Amedeo di Savoia per congratularsi per la nascita del primogenito.
Nel 1635 fu eletto Governatore delle Armi in Piacenza. Nel 1639 acquistò dalla famiglia Cesi un palazzo in borgo Riolo a Parma, ora noto come Palazzo Sanvitale, che diventerà la residenza dei Sanvitale di Parma fino al XIX secolo. 
Il duca di Parma Odoardo I Farnese, in riconoscimento della devozione mostrata per la casa Farnese, gli concesse l'acquisto dalla Camera ducale di Fontanellato, che nel 1612 era stata confiscata ad Alfonso II Sanvitale, suo cugino. L'intera signoria di Fontanellato fu così riunita nelle mani dei Sanvitale.